# Riesgeologe
Als Riesgeologe wird ein Wissenschaftler bezeichnet, der sich mit der erdgeschichtlichen Erforschung, Entstehung und Entwicklung des Meteoritenkraters Nördlinger Ries befasst oder befasst hat. Der Begriff Riesgeologe wird erstmals 1866 in der Literatur genannt und entstand wissenschaftshistorisch an der Wende der Pionierzeit (bis 1870) zum Beginn der frühmodernen Riesforschung (ab 1870).
Um 1870 wurden die besonderen geologischen Verhältnisse, die ungewöhnlichen Gesteine und Fossilien der beiden Impaktkrater Steinheimer Becken und Nördlinger Ries zunehmend erkannt und Entstehungstheorien formuliert. Es kamen in der wissenschaftlichen Literatur erstmals Begriffe wie „Riesschutt“ (heute sind damit die Bunten Trümmermassen gemeint), „Griesfels“ und „Schliff-Flächen“ auf. Auch tauchten erste detaillierte Beschreibungen von sog. „Riesfossilien“, wie beispielsweise die „Riesbelemniten“ (hierbei wurden Belemniten durch eine Schockwelle charakteristisch zerbrochen), auf.
Mit dem Beginn der frühmodernen Riesforschung (ab 1870) etablierte sich der Begriff Riesgeologe in Wissenschaft und Literatur und steht bis heute für Geologen, Wissenschaftler und Heimatforscher, die sich zumindest zeitweise wissenschaftlich intensiv mit der Geologie des Nördlinger Rieses auf dem Gebiet der Geologie, Geophysik, Mineralogie, Paläontologie oder Sedimentologie befasst haben oder noch befassen.

## Liste von Riesgeologen
- Heinrich Bach (1812–1870)
- Carl Ludwig Deffner (1817–1877)
- Carl Wilhelm von Gümbel (1823–1898)
- Oscar Fraas (1824–1897)
- Wilhelm von Branca, bis 1895: Wilhelm Branco (1844–1928)
- Hermann Albert Frickhinger (1818–1907)
- Christian Regelmann (1842–1920)
- Ludwig von Ammon (1850–1922)
- Ernst Koken (1860–1912)
- Eberhard Fraas (1862–1915)
- Paul Zenetti (1866–1943)
- Walther von Knebel (1880–1907)
- Walter Kranz (1873–1953)
- Lothar Reuter (1877–1956)
- Otto Stutzer (1881–1936)
- Georg Wagner (1885–1972)
- Reinhold Seemann (1888–1975)
- Alfred Bentz (1897–1964)
- Paul Dorn (1901–1959)
- François Kraut (1907–1983)
- Richard Dehm (1907–1996)
- Ekkehard Preuss (1908–1992)
- Wolf von Engelhardt (1910–2008)
- Robert S. Dietz (1914–1995)
- Kurt Lemcke (1914–2003)
- Helmut Hölder (1915–2014)
- Gustav Angenheister (1917–1991)
- Helmut Vidal (1919–2002)
- Edward C. T. Chao (1919–2008)
- Julius Kavasch (1920–1978)
- Erwin Rutte (1923–2007)
- Henning Illies (1924–1982)
- Gerold Heinrich Wagner (1928–1967)
- Eugene Shoemaker (1928–1997)
- Rudolf Hüttner (1928–2021)
- Hermann Schmidt-Kaler (1933–2015)
- Josef Theodor Groiss (1933–2019)
- Ahmed El Goresy (1934–2019)
- Horst Gall (1938–1980)
- Dieter Stöffler (1939–2023)
- Günther Graup (1940–2006)
- Wulf-Dietrich Kavasch (1944–2021)
- Kurt Heißig (* 1941)
- Falko Langenhorst (* 1964)
- Gernot Arp (* 1968)
- Oliver Sachs (* 1970)
- Jean Pohl